# Calathea anulque
Calathea anulque là một loài thực vật thuộc họ Marantaceae là loài đặc hữu của Ecuador. Môi trường sống tự nhiên của chúng là vùng núi ẩm nhiệt đới hoặc cận nhiệt đới.